# Unzensiert
Unzensiert ist das zweite Mixtape des Offenbacher Rappers Haftbefehl. Es erschien am 18. Dezember 2015 über das Label Urban/Universal. Das Album ist in digitaler Form auf allen Download-Portalen erhältlich sowie als Stream bei Spotify verfügbar.

## Veröffentlichung
Am 1. Dezember 2015 veröffentlichte Haftbefehl das Musikvideo CopKKKilla über YouTube. Das Lied, das sich inhaltlich mit Polizeibrutalität und dem Kampf gegen die Staatsmacht beschäftigt, wurde mit düsteren Szenen aus dem Gefängnis untermalt. Neben Szenen aus dem Gefängnisalltag wird auch die Ermordung eines Polizisten mit einem Bleistift gezeigt. Das Release erschien kurz nachdem Jan Böhmermann seinen Clip Ich hab Polizei im Neo Magazin Royale vorgestellt hatte, bei dem er unter anderem auch den Stil des Offenbacher Rappers imitiert hatte. Haftbefehl kündigte das Video bei Facebook mit der Ankündigung „Die Medaille hat immer zwei Seiten…“ und dem Hashtag „#ollischulzistimmernochcooler“, der sich auf Böhmermanns Sanft & Sorgfältig-Show mit Olli Schulz bezieht. Tatsächlich war das thematisch ähnliche Lied aus reinem Zufall in so naher zeitlicher Nähe zu Böhmermanns Track entstanden. Das Mixtape sollte ursprünglich zeitgleich zu Bushido und Shindys Kollaboalbum Cla$$ic erscheinen, doch es gab leichte Probleme bei der Fertigstellung, so dass sich die Veröffentlichung verzögerte. Das Video zu CopKKKilla wurde bereits im Oktober abgedreht. Produzent Bazzazian äußerte sich dazu: „Ich hab Polizei kam perfekt. Und nein, das war nicht abgesprochen.“ Auch Haftbefehls Manager Erfan zeigte sich sehr dankbar über Böhmermanns Veröffentlichung: „Die Aufmerksamkeit durch Böhmermann war riesig. Ich kann nur jedem raten, einen flexiblen Fahrplan für sein Release zu haben, damit man auf solche Sachen reagieren kann.“
Am 16. Dezember, Haftbefehls dreißigstem Geburtstag, erschien ein zweites Video zum Track Depressionen im Ghetto. Ein neues Album war bis zu diesem Zeitpunkt nicht angekündigt, Haftbefehl sprach lediglich von einer „vorweihnachtlichen Überraschung“, die er für seine Fans bereit halte.
Am 17. Dezember fand dann der Red Bull Soundclash gegen Sido in Essen statt, der im Internet übertragen wurde. Bei diesem Soundclash kündigte er das Mixtape an. Noch in der gleichen Nacht um 0:15 wurde es dann über Spotify und iTunes veröffentlicht. Weitere Downloadportale folgten.

## Produktion und Musikstil
13 der 16 Instrumentals wurden von Haftbefehls Partner Bazzazian (ehemals Benny Blanco) produziert. Ausnahmen sind die Tracks Hang the Bankers (Jimmy Torrio), Kalash und Alles dreht sich (beide SOTT). Das Mixtape ist in einem kompromisslosen, harten und bedrohlichen Sound verfasst. Damit verzichtet es auf die wenigen Partytracks, die beim Vorgänger Russisch Roulette noch vorhanden waren. Vor allem Trap-Beats dienen der musikalischen Untermalung.
Textlich beschäftigt sich das Album vorrangig mit dem Thema Migration und Integration, wobei letzterer Begriff im Wesentlichen negativ konnotiert ist. Dementsprechend erzählt Haftbefehl von Frankfurts und Offenbachs Halbwelt und bezieht sich auf einen rohen Sozialrealismus, der geprägt ist von Armut, Radikalisierung, Wut und Gewalt. Die Texte sind direkt, im Storytelling-Stil verfasst. Wie der Name schon andeutet, wurden Haftbefehl von seinem Major-Label Universal keine Auflagen gemacht und die Texte keiner Zensur unterworfen. Einer der Songs nimmt Bezug auf Verschwörungstheorien und erwähnt die Bankiersfamilie Rothschild aus Frankfurt. Aber auch der deutsche Staat wird verantwortlich für die Lage in den Frankfurter und Offenbacher Elendsvierteln gemacht. Dabei bedient sich Haftbefehl einer Schwarz-Weiß-Zeichnung, bei der die Rollen klar verteilt sind: Auf der einen Seite die Kriminellen, Migranten und Armen, die vorrangig ausgebeutet werden und um ihr Überleben kämpfen, auf der anderen die Staatsmacht und die Banken, die von der Armut der anderen profitieren und daraus Kapital schlagen.

## Songinfos
Bereits vor Veröffentlichung des Mixtapes erschienen die beiden Videos zu CopKKKilla und Depressionen im Ghetto.
Brudi namens Fuffi zeichnet den Weg eines 50 Euro nach, der verschiedene Schichten durchmacht, vom verschwitzten Banker bis zum Drogendealer. Von der Art her erinnert das Lied an Blauer Schein von Torch. Golden Brown handelt von Drogensucht, der Name ist Straßenslang für Heroin. Der Track enthält außerdem ein Feature mit Xatar.
Odyssee thematisiert Haftbefehls eigene Herkunft.
Der Track Chabos versammelt, wie bei Chabos wissen wer der Babo ist eine ganze Reihe von Rappern. Neben Haftbefehl selbst sind Milonair, DOE, Celo, Soufian, Hanybal, Enemy, Abdi, Brate Azzlack, Nimo, Bausa, Diar und Capo. Der Track wirbt für Haftbefehls Modelabel.
Kalash mit Soufian, Doe, Enemy und Diar wurde die dritte Video-Auskopplung aus dem Mixtape und erschien am 26. Januar 2016.

## Illustration
Das Cover des Mixtapes zeigt Haftbefehl mit einer AK-47 in der rechten Hand, wie er aus einem Fenster schaut. Das Artwork ist eine Reminiszenz an ein berühmtes Bild von Malcolm X, das schon diverse Hip-Hop-Acts wie Boogie Down Productions oder Harris für ihr Album-Cover neu interpretierten.

## Titelliste
Das Album erschien über iTunes außerdem noch in einer „Deluxe Edition“ mit den einzelnen Instrumentals. Ansonsten setzte Haftbefehl im Gegensatz zu den sonst üblichen Promokampagnen im Deutschrap auf Minimalismus.
| #  | Titel                  | Gastbeitrag                                                                                | Produzent    | Dauer |
| -- | ---------------------- | ------------------------------------------------------------------------------------------ | ------------ | ----- |
| 1  | Brudi namens Fuffi     |                                                                                            | Bazzazian    | 2:43  |
| 2  | Skit 2.1               |                                                                                            | Bazzazian    | 2:03  |
| 3  | 069                    |                                                                                            | Bazzazian    | 3:43  |
| 4  | Aus Hater werden Fans  | Moses Pelham                                                                               | Bazzazian    | 3:00  |
| 5  | Frisch aus der Küche   | Capo, Ufo361                                                                               | Bazzazian    | 3:08  |
| 6  | CopKKKilla             |                                                                                            | Bazzazian    | 2:50  |
| 7  | Alles dreht sich       |                                                                                            | SOTT         | 2:44  |
| 8  | Skit 2.2               |                                                                                            | Bazzazian    | 2:02  |
| 9  | Wo ich herkomm         | Milonair, Hanybal                                                                          | Bazzazian    | 3:35  |
| 10 | Depressionen im Ghetto |                                                                                            | Bazzazian    | 3:01  |
| 11 | Rolle auf Chrom        | Celo & Abdi                                                                                | Bazzazian    | 4:03  |
| 12 | Chabos                 | Milonair, DOE, Celo, Soufian, Hanybal, Enemy, Abdi, Brate Azzlack, Nimo, Bausa, Diar, Capo | Bazzazian    | 5:16  |
| 13 | Kalash                 | Soufian, DOE, Enemy, Diar                                                                  | SOTT         | 7:00  |
| 14 | Golden Brown           | Xatar                                                                                      | Bazzazian    | 3:41  |
| 15 | Odyssee                | Bausa, DOE                                                                                 | Bazzazian    | 4:45  |
| 16 | Hang the Bankers       | Olexesh                                                                                    | Jimmy Torrio | 3:10  |

## Erfolg
Das Mixtape erreichte nach seiner Erstveröffentlichung zunächst Rang 56 in den deutschen Albumcharts sowie Rang 37 in der Schweizer Hitparade. Am 25. Dezember 2020, genau fünf Jahre nach dem erstmaligen Charteinstieg, erreichte das Album erneut die deutschen Albumcharts und erreichte dabei mit Rang 28 seine bislang höchste Chartnotierung.
Auf BR Puls wurde das Mixtape zu den „Top-Platten, die 2015 im Deutschrap rausgekommen sind“, gezählt. In die gleiche Kerbe schlägt die Hip-Hop-Seite Rappers.in. Fatma Aydemir nannte das Album in ihrer Rezension „exzellent“ und bezeichnete die Produktionen als „High End, die Sprachbilder [als] rohe[n] Sozialrealismus“.
Das Backspin Hip Hop Magazin urteilte:

„Das Signing beim Major, und das geschieht äußerst selten, tat der Kanalisation seiner eigenen Kreativität sichtlich gut. Meinetwegen hätte der Offenbacher auch auf jegliche Features, vor allem auf die wohl niemals abebbende Vetternwirtschaft, verzichten können. (…) Welch ein Weihnachtswunder, dass ein Tape ganz ohne Kinder-Promo und Boxen mit selbst-geschmiertem Marmeladenbrot Erfolg hat. Ein Hoffnungsschimmer für das kommende Jahr.“

Holger Grevenbrock von Laut.de kritisierte zwar den etwas schwächeren Mittelteil, doch lobte die positive Weiterentwicklung von Haftbefehl:

„‚Unzensiert‘ setzt den auf ‚Russisch Roulette‘ eingeschlagenen Weg konsequent fort. Offenbach scheint noch düsterer, die Ungerechtigkeit noch präsenter und das Leben seiner Unterwelt-Bewohner noch hoffnungsloser. Hafti zeigt sich der Straße verbunden wie eh und je und beweist einmal mehr, das er zu den interessantesten Rappern der Republik zählt.“

Die Internetseite MZEE.com lobt in ihrer Kritik zwar den Sound des Tapes so wie die Beiträge der zahlreichen Featuregäste, kritisiert jedoch auch das Skandieren der "Rothschildtheorie" und andere, Inhalte aus dem Bereich der Verschwörungstheorien.